# Holm Friebe

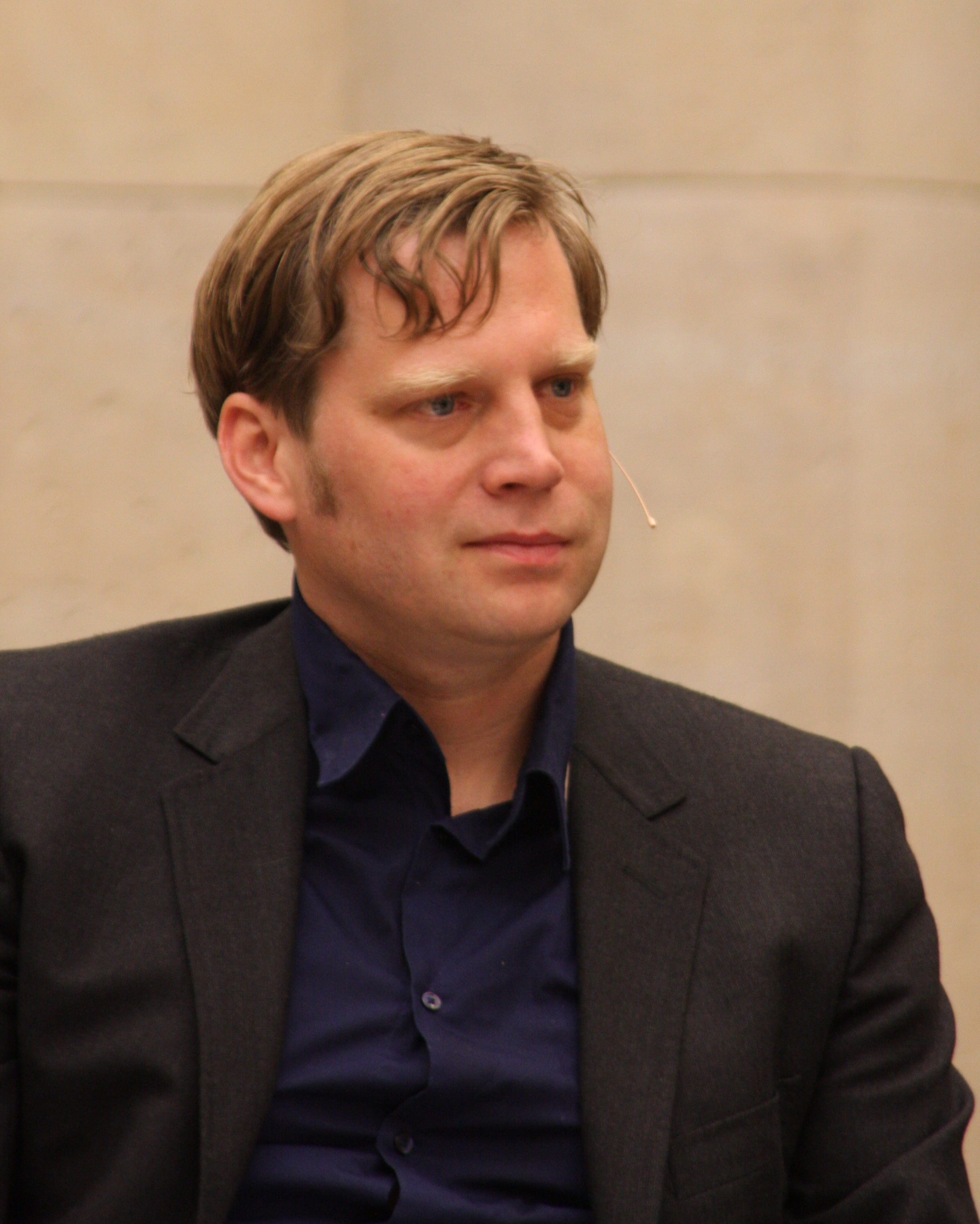
Holm Friebe 2008

Holm Friebe (* 6. August 1972 in Lüdenscheid) ist ein deutscher Journalist und Autor.

## Leben
Friebes Vater hatte eine Steuerprüfungskanzlei und empfahl seinem Sohn ein BWL-Studium, damit er ihn beerben könne. Stattdessen nahm Friebe ein Studium der Volkswirtschaft auf, das er 1999 mit einer Diplomarbeit mit dem Titel Der Berliner Tageszeitungsmarkt: Intakte Vielfalt oder Verdrängungswettbewerb? abschloss. Er war Mitherausgeber des Comic- und Satirefanzines Luke & Trooke und arbeitete als freier Journalist für Konkret, Titanic, Jungle World, Taz, Berliner Zeitung und Neon. Zwischen 2000 und 2001 arbeitete er im Trendbüro Hamburg. 2001 war er zusammen mit Christian Y. Schmidt Headwriter der Literatursendung Lesezirkel mit Benjamin von Stuckrad-Barre auf MTV. 2002 gründete er die Zentrale Intelligenz Agentur (ZIA). 2005 konzipierte er das Weblog Riesenmaschine. Riesenmaschine erhielt 2006 den Grimme Online Award. Zusammen mit Sascha Lobo etablierte er 2006 den Begriff der „digitalen Bohème“ in einem gemeinsamen Buch, der vom SZ-Magazin in das Lexikon des Jahres 2007 aufgenommen wurde. Mit Thomas Ramge schrieb er ein Sachbuch über Alternativen zur Massenproduktion. Er erfand verschiedene Buchtitel, unter anderem In Plüschgewittern von Wolfgang Herrndorf und Data Unser von Björn Bloching. Friebe wird als Herrndorfs bester Freund häufig in dessen Internettagebuch Arbeit und Struktur erwähnt.
2020 organisierte Friebe mit der Künstlerin Bettina Semmer während der COVID-19-Pandemie eine Direktversteigerung von Kunstwerken mit dem Titel Direkte Auktion, um Künstler wirtschaftlich zu unterstützen. Der Katalog wurde von Raban Ruddigkeit gestaltet.
Friebe lehrte als Dozent an der Zürcher Hochschule der Künste im Studiengang „Style & Design“, an der Kunsthochschule Kassel und an der Universität der Künste Berlin. Gemeinsam mit der Kunsthistorikerin Annika von Taube und der Journalistin und Autorin Anne Waak produziert er das Live-Kunsttalk-Format NUN – Die Kunst der Stunde.
Sein Bruder Jens ist Musiker.

## Veröffentlichungen
- Clusterfuck: Warum Katastrophen uns lieben – und eine selten allein kommt (mit Detlef Gürtler). Carl Hanser Verlag, München 2018
- Mimikry: Das Spiel des Lesens. Blumenbar, Berlin 2016
- Die Stein-Strategie. Von der Kunst, nicht zu handeln. Carl Hanser Verlag, München 2013, ISBN 978-3-446-43677-0.
- Was Sie schon immer über 6 wissen wollten. Wie Zahlen wirken (mit Philipp Albers). Carl Hanser Verlag, München 2011
- Marke Eigenbau. Der Aufstand der Massen gegen die Massenproduktion (mit Thomas Ramge). Campus Verlag, Frankfurt am Main 2008
- Das nächste große Ding. Neues von den Fronten des Fortschritts (mit Kathrin Passig). Rowohlt, Hamburg 2007
- Riesenmaschine. Das Beste aus dem brandneuen Universum (als Hrsg.). Wilhelm Heyne Verlag, München 2007
- Wir nennen es Arbeit. Die digitale Boheme oder Intelligentes Leben jenseits der Festanstellung (mit Sascha Lobo). Wilhelm Heyne Verlag, München 2006
- Haarige Eisen. Die wunderbare Welt von „Luke & Trooke“. Agenda, Münster 1996.